# Моттард, Эрнест
Эрнест Моттард (нидерл. Ernest Mottard; 22 марта 1907, коммуна Грас-Олонь, провинция Льеж, Бельгия — 30 декабря 1949,  коммуна Грас-Олонь, провинция Льеж, Бельгия) — бельгийский профессиональный шоссейный велогонщик в 1929—1936 годах. Победитель  однодневных велогонок: Льеж — Бастонь — Льеж (1928), Париж — Брюссель (1930).

## Достижения
1926
7-й Льеж — Бастонь — Льеж
1927
10-й Льеж — Бастонь — Льеж
1928
1-й Льеж — Бастонь — Льеж
1929
9-й Тур Фландрии
1930
1-й Париж — Брюссель
7-й Тур Бельгии —  Генеральная классификация
1931
1-й — Этап 3 Тур Бельгии
1934
9-й Тур Фландрии

## Статистика выступлений

### Гранд-туры
| Гранд-тур      | 1930 |
| -------------- | ---- |
| Джиро д’Италия | —    |
| Тур де Франс   | НФ   |

| —  | Не участвовал  |
| НФ | Не финишировал |